# Kirche Maria vom Siege (Wien)

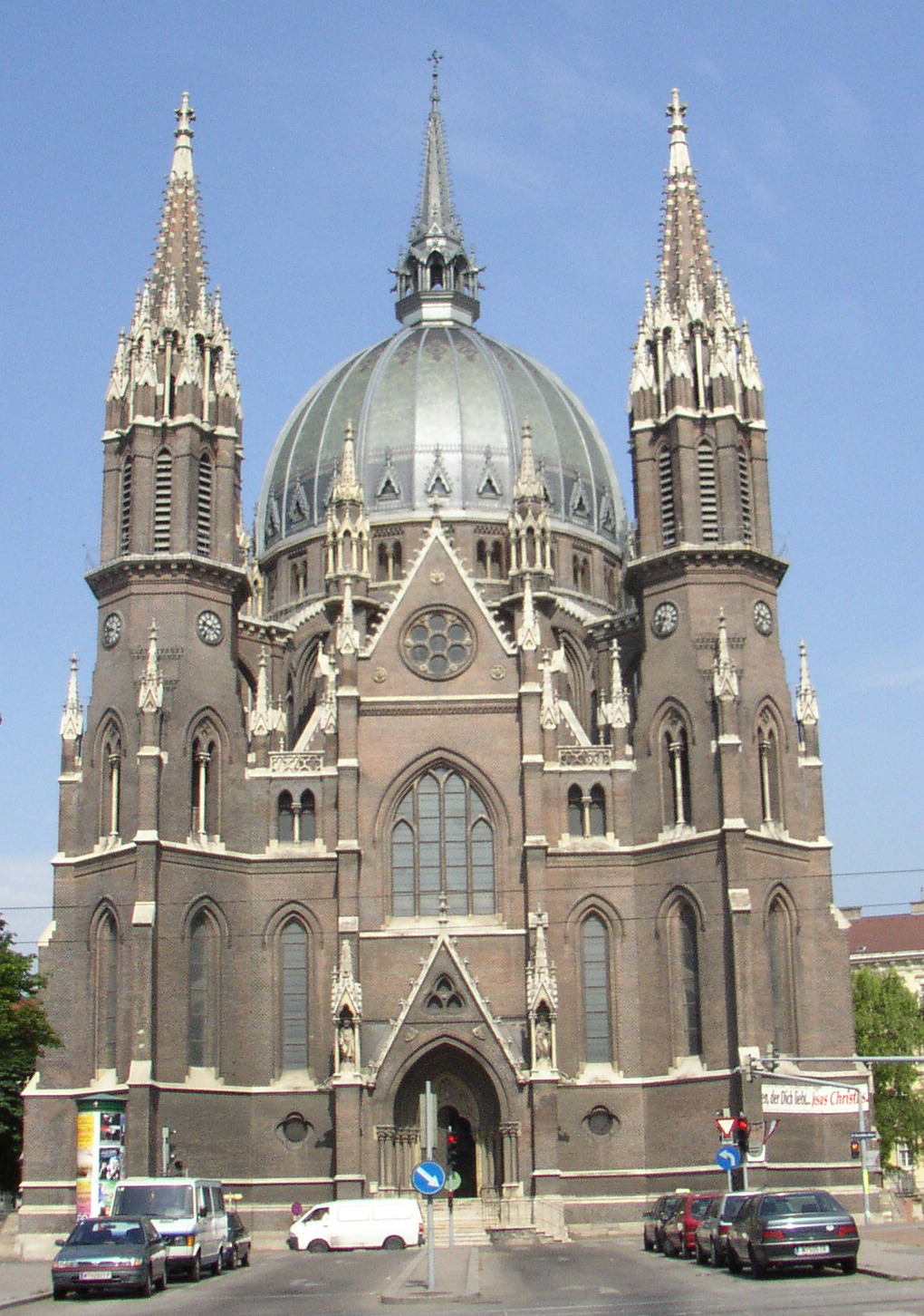
Die Kirche vom Gürtel aus gesehen

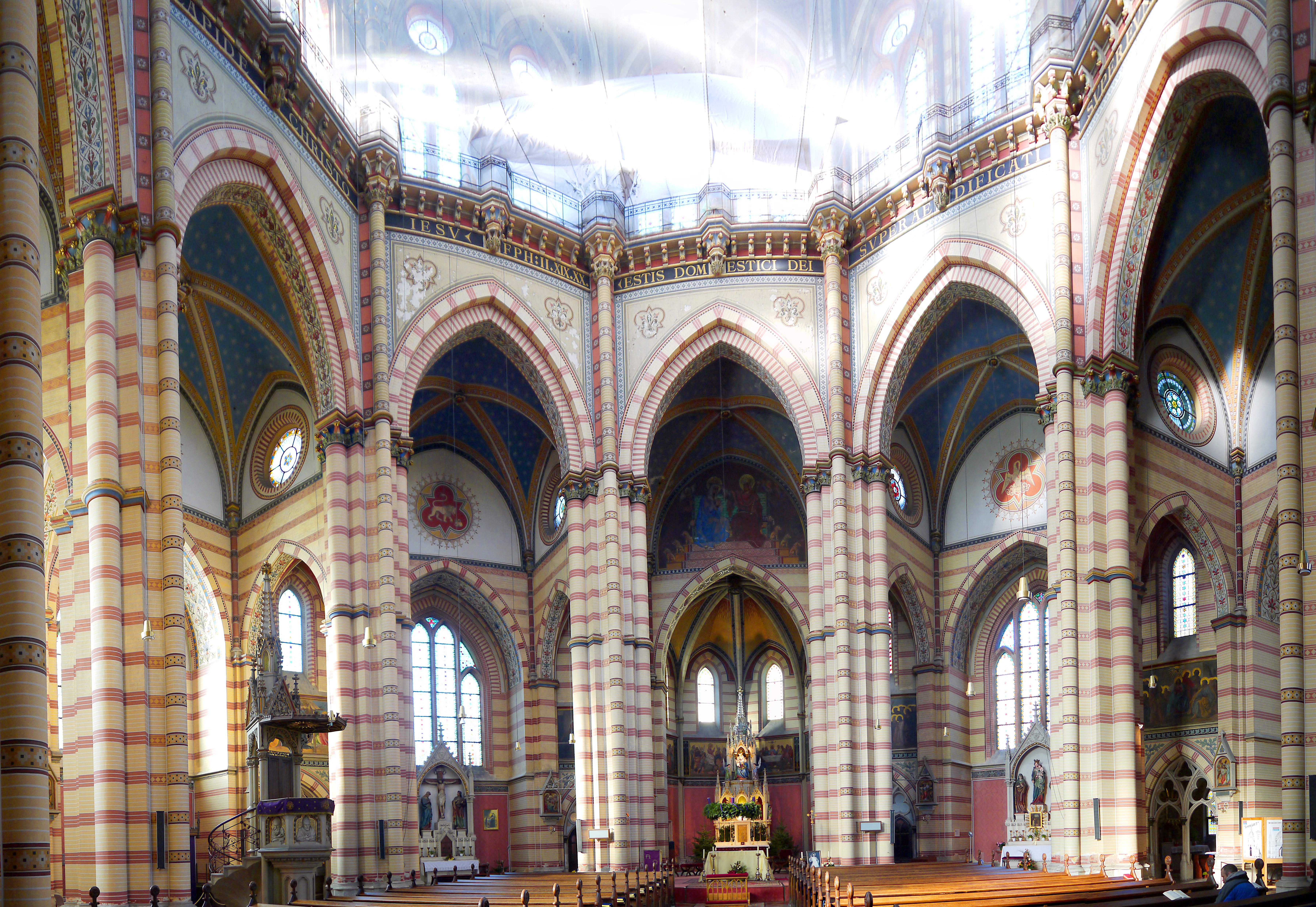
Innenansicht 270°

Die Kirche Maria vom Siege ist eine ehemalige römisch-katholische Pfarrkirche am Mariahilfer Gürtel im 15. Wiener Gemeindebezirk Rudolfsheim-Fünfhaus, die 2015 der koptisch-orthodoxen Kirche geschenkt wurde. Die Pfarre Fünfhaus wurde mit 30. Juni 2016 aufgehoben und ihr Gebiet der Pfarre Reindorf zugeschlagen.
Die Kirche ist eine von insgesamt acht, die von 2010 bis Juni 2022 von der römisch-katholischen Kirche an andere christliche Glaubensgemeinschaften übergeben wurden.

## Bauwerk

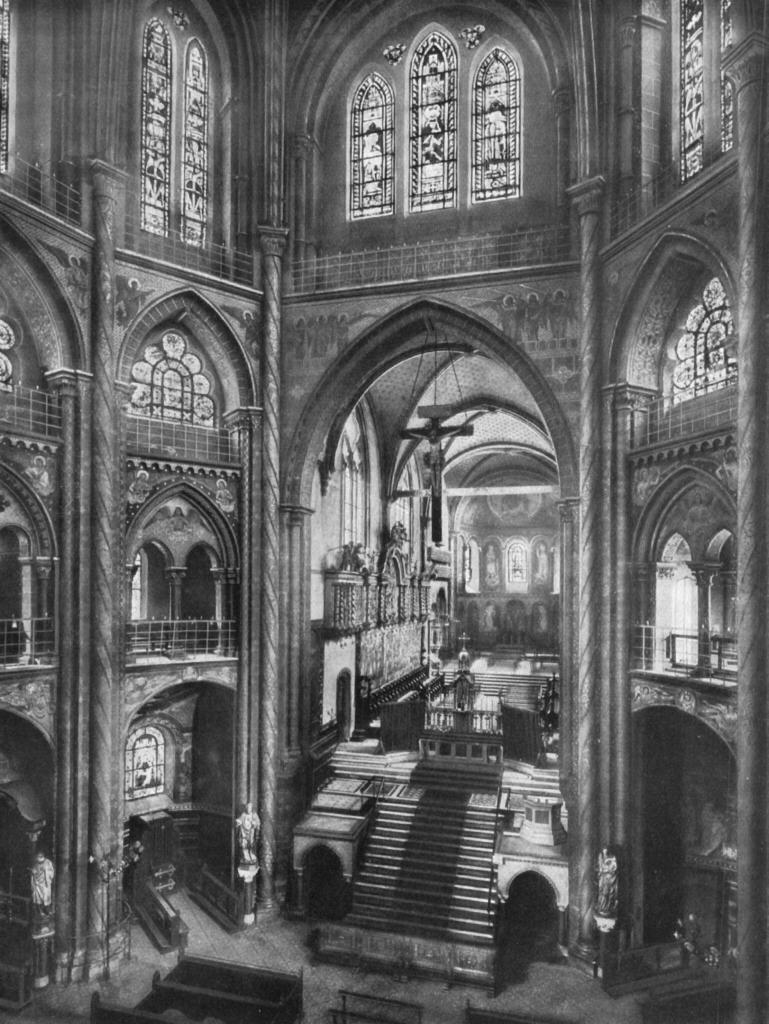
St. Gereon (Köln), Dekagon

Der Sakralbau wurde von 1868 bis 1875 nach Entwürfen des Architekten Friedrich von Schmidt, der auch das Wiener Rathaus plante, im Stil der historistischen Neofrühgotik errichtet. Schmidt hatte bereits im Jahr 1858 den Entwurf einer Kirche angefertigt, ohne allerdings den Bauplatz zu kennen. Um acht zentrale Pfeiler legt sich ein Kranz von Kapellen. Eine in der Grundstruktur vorbildhafte architektonische Parallele hinsichtlich des Innenraumes der Wiener Kirche Maria vom Siege stellt das Dekagon der Kölner Kirche St. Gereon dar.
Am rechten Seitenaltar ist eine Kopie des Bildes Maria vom Siege, das der Kirche den Namen gab. Das Patrozinium geht auf die Legende des beschädigten Gnadenbildes zurück, welches zum Sieg der Katholischen Liga bei der Schlacht am Weißen Berg am 8. November 1620 beitrug, der auch die römische Kirche Santa Maria della Vittoria errichtet wurde. Seit 1985 unterstand die Kirche dem Kalasantiner-Orden.
Mit dem kleinen Turm auf der Kuppel erreicht der Bau eine Höhe von 68 Metern.

## Orgel
Die Orgel der Pfarrkirche Maria vom Siege wurde von G. F. Steinmeyer & Co. 1873 errichtet. Das Kegelladen-Instrument verfügt über 24 Register auf 2 Manualen und Pedal. Die Spiel- und Registertraktur ist mechanisch.
| I Hauptwerk C– |                |       |
| 1.             | Principal      | 8′    |
| 2.             | Viola di Gamba | 8′    |
| 3.             | Gedackt        | 8′    |
| 4.             | Trompete       | 8′    |
| 5.             | Tibia          | 8′    |
| 6.             | Traversflöte   | 4′    |
| 7.             | Oktav          | 4′    |
| 8.             | Quinte         | 2 ⁄3′ |
| 9.             | Oktav          | 2′    |
| 10.            | Mixtur         | 2 ⁄3′ |

| II Brustwerk C– |                    |       |
| 11.             | Stillgedackt       | 8′    |
| 12.             | Salicional         | 8′    |
| 13.             | Fagott & Clarinett | 8′    |
| 14.             | Geigen-Principal   | 8′    |
| 15.             | Amorosa            | 4′    |
| 16.             | Fugara             | 4′    |
| 17.             | Superoctav         | 2′    |
| 18.             | Kleinquinte        | 1 ⁄3′ |

| Pedalwerk C– |            |     |
| 19.          | Violon     | 16′ |
| 20.          | Subbass    | 16′ |
| 21.          | Posaune    | 16′ |
| 22.          | Octavbass  | 8′  |
| 23.          | Choralbass | 4′  |
| 24.          | Oktave     | 2′  |